# Maputo (stad)
Maputo (tot 1976 Lourenço Marques) is de hoofdstad van Mozambique. De stad is volledig omringd door de gelijknamige provincie Maputo maar maakt hier sinds 1984 geen deel meer van uit. Bij de volkstelling van 2017 had de stad 1.080.277 inwoners. Met de even grote stad Matola vormt het een agglomeratie van 2,6 miljoen inwoners.
De Universidade Eduardo Mondlane, de eerste universiteit van het land, is hier gevestigd.
Op 11 juli 2003 werd in Maputo het Maputo-Protocol aangenomen ter erkenning van de rechten en vrijheden van Afrikaanse vrouwen en ter bevordering van hun emancipatie.

## Geschiedenis
De Delagoabaai, thans bekend als de Maputobaai, werd in 1544 ontdekt door de Portugese handelsreiziger Lourenço Marques, naar wie de plaats werd vernoemd. In 1721 stichtten de Nederlanders de handelspost Fort Lijdzaamheid aan de baai, maar de handel met de inheemse Ronga- en later Shangaanstammen verliep moeizaam. Plunderingen door piraten, concurrentie met de Britten en burgeroorlogen tussen de Shangaanstammen betekenden in 1730 het einde van de handelspost.
In 1773 werd een nieuwe poging gedaan door de Oostendse Compagnie, dat de baai als Oostenrijks territorium opeiste. De Shangaan bleven echter de dominante macht in de baai en de Oostenrijkse handelspost bleef zwak en kwetsbaar. De Portugezen besloten hier gebruik van te maken en veroverden Lourenço Marques in 1781, maar ook zij wisten de Shangaan niet onder de duim te houden. In 1796 verschenen de Fransen op het toneel, waarna ze de Portugese handelspost plunderden en afbrandden. Drie jaar later keerden de Portugezen terug, en de daaropvolgende jaren werden gekenmerkt door gewelddadige confrontaties tussen de kolonisten en de Shangaan.
In 1833 werd de handelspost door de Shangaan aangevallen en geplunderd; João Albasini was de enige overlevende. Nadat hij uit zijn gevangenschap ontsnapte, knoopte hij handelsbetrekkingen aan met de Voortrekkers, die de Zuid-Afrikaansche Republiek stichtten in het hedendaagse Zuid-Afrika.

### Groei
Omdat de republiek geen verbinding met de zee had legde de Nederlandsch-Zuid-Afrikaansche Spoorwegmaatschappij in 1895 een spoorweg van Pretoria naar Lourenço Marques aan. Dankzij het goud dat via Johannesburg naar de baai werd getransporteerd maakte Lourenço Marques een aanzienlijke groeispurt door. In 1898 werd Lourenço Marques de hoofdstad van Portugees-Oost-Afrika. Rond 1950 woonden er ongeveer 70.000 mensen en het was ooit een mondaine en belangrijke havenstad.

### Onafhankelijkheid
Na de onafhankelijkheid van Mozambique in 1976 werd de naam gewijzigd naar Maputo. Tijdens de zestien jaar durende burgeroorlog (1976-1992) is de stad in verval geraakt, maar sinds de gekozen regering aan de macht is, vindt er nieuwbouw voor de groeiende middenklasse plaats en wordt er met de steun van westerse landen flink aan wederopbouw gewerkt. Men houdt de straten weer schoon, er is een georganiseerde vuilnisophaaldienst, er zijn grote plannen in verband met de vergroting van productie en export van citrusvruchten, de haven van Maputo is weer ingericht op het ontvangen van grote schepen en er zijn vanuit het Westen verschillende organisaties die mensen opleiden tot leidinggevende managers.

## Geografie
Maputo ligt aan de westkant van de Maputobaai, die 95 km lang en 30 km breed is. In de stad zelf mondt de rivier de Tembe in de Indische Oceaan uit. In het zuiden van de Maputobaai doet de Maputo dat ook.

### Klimaat
De stad kent een duidelijk nat seizoen dat loopt van oktober tot en met maart. De hoeveelheid neerslag die per jaar valt is ongeveer gelijk aan die van Nederland. De gemiddelde temperatuur per maand schommelt bescheiden; van een minimum van 19 °C in juni en juli naar zo'n 27 °C aan het begin van het kalenderjaar. De luchtvochtigheid is gedurende het gehele jaar hoog.
| Maand                                 | jan | feb | mrt | apr | mei | jun | jul | aug | sep | okt | nov | dec | Jaar |
| ------------------------------------- | --- | --- | --- | --- | --- | --- | --- | --- | --- | --- | --- | --- | ---- |
| Gemiddelde temperatuur (°C)           | 27  | 27  | 26  | 24  | 22  | 20  | 19  | 21  | 22  | 23  | 24  | 26  | 23   |
|                                       |     |     |     |     |     |     |     |     |     |     |     |     |      |
| Neerslag (mm)                         | 150 | 130 | 90  | 50  | 20  | 10  | 10  | 10  | 30  | 50  | 70  | 90  | 770  |
| Bron: Weatherbase.com: Weer in Maputo |     |     |     |     |     |     |     |     |     |     |     |     |      |

## Economie
Maputo heeft een moderne haven die als uitvoerhaven voor steenkool, katoen, suiker, chroom, sisal, kopra en hardhout uit Mozambique gebruikt wordt. De stad produceert cement, aardewerk, meubels, schoenen en rubber. De grote aluminiumsmelterij Mozal is er gevestigd.

## Cultuur
Sommige van de historische gebouwen zoals het Polanagebouw en het station tonen nog het beeld van de koloniale tijd.
Dagelijks worden er met kleine dhows - een soort schepen - verse vis, kreeft, krab en andere schaaldieren aan wal gebracht, waarmee de koks van Maputo gerechten bereiden. Doorgaans gebruikt men veel kruiden en knoflook, serveert men uiteenlopende Zuid-Afrikaanse wijnen of bier. Het eten in Mozambique is relatief goedkoop. 's Avonds zijn er een aantal gelegenheden waar gezelligheid heerst. In het centrum ligt een recreatiepark met de naam Feira Popular. In dit ommuurde park vindt men een aantal restaurants, bars, discotheken en wat terrasjes. Elders in de stad zijn er discotheken (vaak met een show) die moeten doorgaan voor een nachtclub.

### Religie
Maputo is een bisschopszetel van zowel de katholieke als de anglicaanse kerk.

## Geboren in Maputo
- Dimitri Tsafendas (1918-1999), moordenaar van Hendrik Verwoerd
- Otelo Saraiva de Carvalho (1936-2021), officier en revolutionair
- Eusébio da Silva Ferreira (1942-2014), voetballer
- Maria Mutola (1972), atlete
- Mariza (1973), fadozangeres
- Armando Sá (1979), voetballer
- Mexer (1987), voetballer
- Clésio (1994), voetballer